# ヴィマ・タクト
ヴィマ・タクト（Vima Takto、生没年不詳）は、クシャーナ朝の第2代君主。クジュラ・カドフィセスの子。ヴィマ・タクトゥ（Vima Taktu）とも表記される。また、『後漢書』にある閻膏珍（えんこうちん）が彼にあたるとされる。

## 生涯
クジュラ・カドフィセスの子として生まれる。
1世紀の半ば、父のクジュラ・カドフィセスが死去すると、ヴィマ・タクトはその後を継いで王となった。ヴィマ・タクトはインドに侵攻して北西インドを占領、その統治のために一人の総督（クシャトラパ）を置いて北西インドを監領させた。
84年（建初9年）、後漢の西域将兵長史である班超が、漢に叛いた疏勒王の忠を攻撃した際、康居軍が疏勒王を救うべくやってきたため、班超は疏勒王のいる烏即城を降せずにいた。その頃クシャーナ朝では新たに康居国と婚姻を結び、同盟が成立していた。班超はそこに目をつけ、クシャーナ王に多くの祝い品を贈って康居軍の撤退を促した。これによって康居軍は疏勒国から撤退し、班超は烏即城を落とすことができた。
87年（章和元年）、クシャーナ朝は後漢に遣使を送って扶抜・師子を献上した。この時、クシャーナ朝の使者は漢の公主を求めたが、班超に拒否され、追い返された。
90年（永元2年）5月、求婚を断られたためかクシャーナ王は副王の謝を派遣して班超を攻撃させたが、班超に撃退された。これ以降、クシャーナ朝は後漢に毎年貢献するようになる。
ヴィマ・タクトの死後、子のヴィマ・カドフィセスが後を継いだ。

## 研究史
彼のコインには古代ギリシャ語で“ΒΑΣΙΛΕΥ ΒΑΣΙΛΕΥΩΝ ΣΩΤΗΡ ΜΕΓΑΣ（バシレイ・バシレヨン・ソテル・メガス）”すなわち 「諸王の王、偉大な救世主」としか書かれていなかったため、ヴィマ・タクトは長い間「無名の王」として知られてきた。しかし、1993年にアフガニスタンで偶然発見された『ラバータク碑文』によって彼の名前が知られるとともに、それまで謎とされてきたクシャーナ朝の王統が判明することとなった。

## 参考資料
- 『後漢書』（粛宗孝章帝紀、孝和孝殤帝紀、班超列伝、西域伝）